# Jeremy Gaige
Jeremy Gaige (New York, 9 ottobre 1927 – Filadelfia, 19 febbraio 2011) è stato uno scacchista, scrittore e giornalista statunitense.

## Biografia
Nato a New York  il 9 ottobre 1927,  si diplomò alla Phillips Academy ad Andover, Massachusetts. Prese parte alla seconda guerra mondiale e poi si laureò alla Columbia University. Divenne un affermato giornalista. Lavorò inizialmente per il "New York Times",  il "New York Herald Tribune"  e poi diresse il reparto finanziario dell'Evening Bullettin di Filadelfia.
Si distinse a livello internazionale come storico degli scacchi ed archivista. Nelle sue pubblicazioni a soggetto scacchistico raccolse le tabelle di tutti i tornei svoltisi al mondo dal 1851 al 1980. 
Inoltre nel 1987 diede alle stampe "Chess Personalia: A Biobibliography", opera che conteneva circa 14,000 voci di importanti scacchisti di tutto il mondo.
Fu un membro onorario a vita del CJA (Chess Journalists of America).

## Monografie
- A Catalog of Chess players and Problemists, Filadelfia, 1969.
- Chess Tournament Crosstables, 1851-1900, v.1., Philadelphia 1969.
- Chess Tournament Crosstables, 1901-1910, v.2., Philadelphia 1971.
- Chess Tournament Crosstables, 1911-1920 v.3., Philadelphia 1972.
- Chess Tournament Crosstables, 1921-1930, v.4., Philadelphia 1974.
- A Catalog of U.S.A Chess Personalia, Worcester, Association of U. S. Chess Journalists, 1980.
- Chess Tournament: A Checklist : V. I, 1849-1950, Philadelphia 1984.
- Chess Tournament: A Checklist : V. II,  1951-1980, Philadelphia 1985.
- Chess Tournament Crosstables, 1851-1900, v.1., Philadelphia 1985 (versione rivista della prima edizione del 1969).
- FIDE-Titled Correspondence Players, 1985.
- Catalog of British Chess Personalia, 1985.
- Oxford-Cambridge Chess Matches (1873–1987), 1987.
- Chess Personalia—A Biobibliography, 1987 (ristampata nel 2005. McFarland. ISBN 0-7864-2353-6)
- Catalog of USA Chess Composers, 1987.
- Swiss Chess Personalia, 1987.
- FIDE-titled composers, 1988.
- Problemist obituary index, 1989.
- Chess Personalia—A Biobibliography, 1989 (aggiornamento dell'edizione del 1987 solo in circolazione privata).
- Index of obituaries in the British Chess Magazine 1881-1988, 1989.
- British FIDE and ICCF titleholders, 1989.
- FIDE Female Titleholders, 1991.
- USA FIDE-Titled Players & Arbiters, 1993.
- Chess Personalia—A Biobibliography, 1994 (aggiornamento dell'edizione del 1989 solo in circolazione privata).